# Mykola Mil'čev
Mykola Mykolajovyč Mil'čev (in ucraino Микола Миколайович Мільчев?; in russo Николай Николаевич Мильчев?; Odessa, 3 novembre 1967) è un tiratore a volo ucraino, specialista dello skeet.
Ha rappresentato l'Ucraina ai Giochi olimpici di Sydney 2000  vincendo la medaglia d'oro nello skeet.

## Palmarès
- Giochi olimpici

Sydney 2000: oro nello skeet.